# Bliss

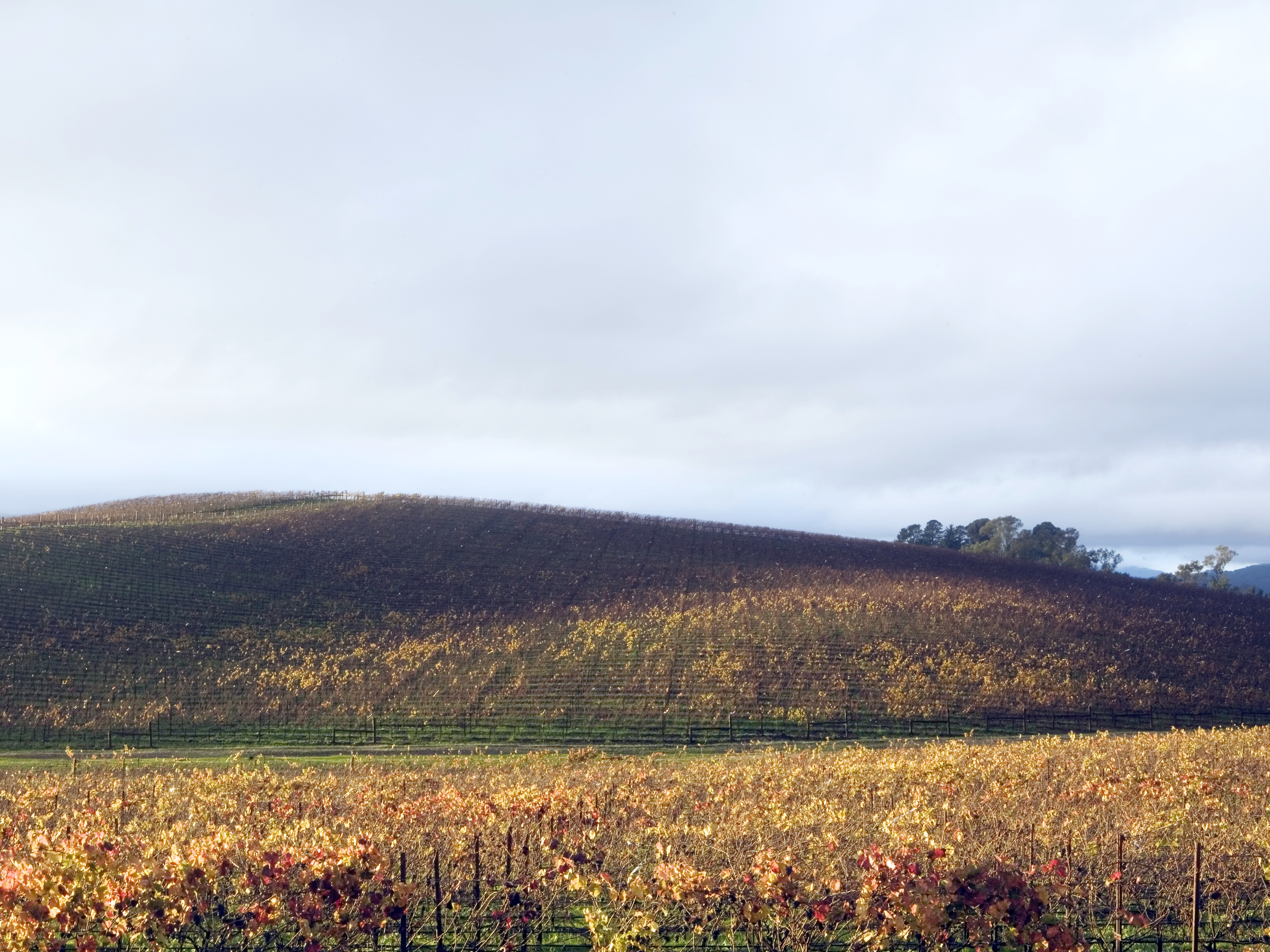
《继微软之后》，即10年後的《Bliss》。可以見到山丘已經種滿葡萄樹。（攝於2006年11月）

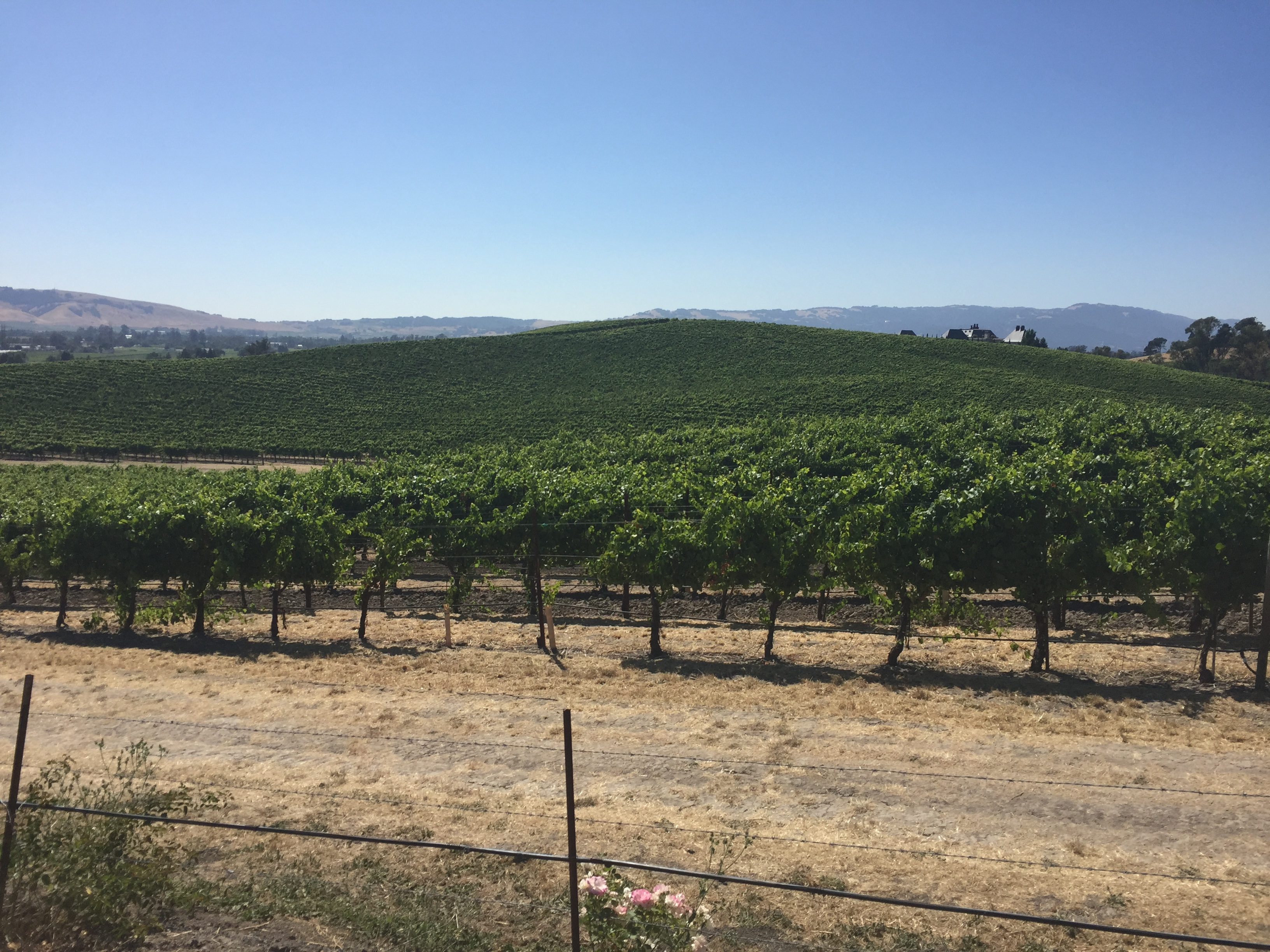
2017年7月的同一个地方

《Bliss》（意譯為「極樂」、「極樂世界」）是Windows XP的默认桌面背景，1996年于美国加利福尼亚州索诺马县索诺马谷攝影。《Bliss》的山丘位於索诺马谷南部纳帕附近，靠近乳品公司克羅夫斯當那特（Clover Stornetta）的旧址。
因為这个地方擁有连绵起伏的绿色小山丘、蓝天、以及层状和卷状的白云，因此得名「Bliss」，意指極樂、極樂世界。这张图片被微软用作Windows XP中Luna主题的桌面壁纸。在荷蘭語Windows XP中，这张壁纸叫做「爱尔兰」（Ireland） 。而在葡萄牙語Windows XP中，这张壁纸则叫做「阿连特茹」（Alentejo）。

## 拍攝者
照片是由职业摄影师查爾斯·歐里爾（Charles "Chuck" O'Rear）为数码设计公司HighTurn拍摄。他是纳帕县圣海伦娜市人。
歐里爾也曾为比尔盖茨的西雅图私人图片储藏公司科比斯（Corbis）工作，而1979年5月出版的《国家地理杂志》纳帕专题的纳帕山谷照片《葡萄山谷》（Valley of the Vine）也是出自其手。雖然當時歐里爾的目的是拍摄纳帕山谷制酒业的相关照片，但在1996年拍攝照片時，山丘上因數年前的根瘤蚜蟲害而沒有種植葡萄 ，因此他才能拍攝出擁有绿色山丘的《Bliss》。当时，歐里爾是使用一架手持式 Mamiya RZ67中画幅相机，並選用以特定色彩飽和度為名、常用來拍攝自然景觀的富士Velvia底片。此地點位在12号/121号州道上，在索諾馬縣纳帕县交界附近。根據歐里爾指出，照片未经过任何数位处理。拍攝《Bliss》的實際坐标為北緯38.250124度，西經122.410817度。

## 对应的屏幕保护程序
微软于2001年12月12日发布了Bliss的屏幕保护程序，并提供免费下载资源。

## 相關推廣活動
歐里爾的摄影作品启发了耗资2亿美元的微软XP操作系统推广活动，名為“是的，你行的”（Yes you can）。此活动由纽约市圣弗朗西斯科地区的广告公司麦肯广告主办，由ABC电视台发起。在美國ABC电视台上，此推广活动的播放时间夹在ABC电视台的体育节目“周一足球之夜”中，還播放了的“光芒萬丈”（Ray of Light）作為廣告歌曲，而微软公司在購買此歌曲的电视转播权時投資了1,400万美元。

## 10年後的《Bliss》
2006年11月，艺术家联合会“戈尔丁+史耐比”参观了《Bliss》照片的拍摄所在地索诺马谷，並重新拍摄了《Bliss》10年后的外貌。《Bliss》10年后的照片名為《继微软之后》（After Microsoft），並於2007年4月在是次推介画廊的“巴黎是昨天”展览会上首次露面。不久之后，《继微软之后》在圣保罗的加莱里亚维尔未高展览再次展示，以及於哥德堡的300立方米展覽展示。
微软购买歐里爾这张照片的价格因保密協議而沒有公開。但据说其價格仅次于克林顿拥抱莱温斯基照片的價錢。

## 外部連結
- Bliss圖像的高清晰度版本 (TIFF) （页面存档备份，存于）
- 照片攝影地點（Google街景視圖）[] - 臨近地點, 準確位置的圖像已經被移除，並被新圖像替代。
- 關於Bliss在Google Earth的位置 （页面存档备份，存于）